# 小牧市立一色小学校
小牧市立一色小学校（こまきしりついっしきしょうがっこう）は、愛知県小牧市にある市立の小学校である。

## 沿革
- 1970年（昭和45年）4月2日 - 開校

## 所在地
愛知県小牧市久保一色3500番地

## 周辺
- 小牧市立岩崎保育園
- 県営岩崎住宅
- 県営岩崎団地
- 小牧岩崎郵便局